# Carola Söberg
Britt Carola Therese Söberg, född 29 juli 1982 i Karlstad, är en svensk före detta fotbollsmålvakt. Hon representerade under sin karriär Sveriges landslag.

## Klubbkarriär
Söbergs moderklubb är Sommarro IF. Hon har därefter spelat för QBIK, Mallbackens IF, Umeå IK och Tyresö FF. Den 5 augusti 2014 skrev hon på säsongen ut för norska Avaldsnes IL.
I december 2014 värvades Söberg av KIF Örebro. Efter säsongen 2017 avslutade hon sin spelarkarriär.

## Landslagskarriär
Carola Sjöberg landslagsdebuterade den 17 februari 2007 mot Skottland, en match Sverige vann med 1–0. Söberg var även en del av Svenska Damlandslagets trupp i VM i Kanada 2015.

## Tränarkarriär
Redan under sin tid som aktiv utbildade sig Söberg till tränare. Under 2018 var hon assisterande tränare med fokus på målvakter i Örebro SK U19 och sedan säsongen 2019 är hon huvudtränare för Örebro SK P17.